# Talang Danto
Talang Danto is een bestuurslaag in het regentschap Kampar van de provincie Riau, Indonesië. Talang Danto telt 3516 inwoners (volkstelling 2010).